# 巴卢瓦
巴卢瓦（法語：Balloy，法語發音：[balwa] ⓘ）是法国塞纳-马恩省的一个市镇，属于普罗万区。

## 地理
巴卢瓦（48°23'53"N, 3°8'51"E）面积13.22 平方千米，位于法国法蘭西島大區塞纳-马恩省，该省份为法国北部内陆省份，北起瓦兹省，西接埃松省、马恩河谷省、塞纳-圣但尼省和瓦兹河谷省，南至卢瓦雷省，东南接约讷省，东临马恩省和奥布省，东北接埃纳省。
与巴卢瓦接壤的市镇（或旧市镇、城区）包括：维讷夫、万佩勒、巴佐什莱布赖、塞纳河畔沙特奈、埃格利尼、格拉翁。

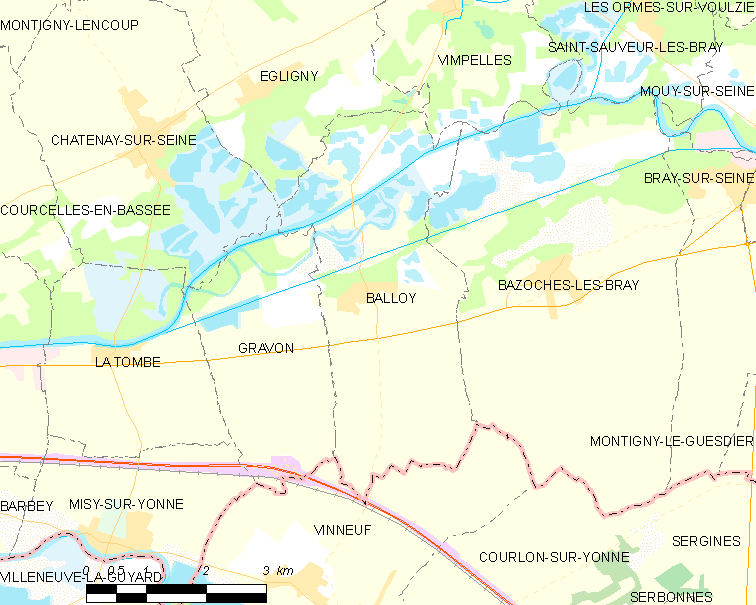
巴卢瓦的OSM定位图

巴卢瓦的时区为UTC+01:00、UTC+02:00（夏令时）。

## 行政
巴卢瓦的邮政编码为77118，INSEE市镇编码为77019。

## 政治
巴卢瓦所属的省级选区为普罗万县。

## 人口

1962-2008年间巴卢瓦人口变化图示

巴卢瓦于2022年1月1日时的人口数量为351人。